# レーマン家庭宣教運動
レーマン家庭宣教運動(The Laymen's Home Missionary Movement = LHMM)は、1918年にポール S.L.ジョンソン(Paul S.L.Johnson)によって創立された。この運動は、『ものみの塔』創始者チャールズ・ラッセル(Charles Taze Russell)が1916年に逝去した後の「ものみの塔聖書冊子協会」(Watch Tower Bible and Tract Society)から独立した形の支流として起こった、 いわゆる分派主義によらない、キリスト教諸宗派共通の信仰組織体である。　フランス、ドイツ、インド、ポーランド、英国、ウクライナ、それからアフリカの至る地域で、またカリブ諸国から南米諸国まで、多くの国々で活発に活動している。
- 2010年9月の時点で、日本での活動は確認されていない。[4]

## 初期の歴史
1917年の初頭、ラッセルの遺言状と『ものみの塔協会』(Watchtower)の公式憲章の中で概説した編集委員会のための"ラッセルの取り決め"（協定）を越えて、意見の不一致が当時の「ものみの塔協会」の編集委員会の間で起こった。
これについて、ものみの塔協会を離れた75％を超える独創的な聖書研究者たちと共に多くの派閥が入り込み、1928年までには「エリヤの声協会」(Elijah Voice Society)、「牧羊者の聖書研究会」(PBI = Pastoral Bible Institute)、このほか様々なグループを含んだ、他の独立したグループと親睦団体をも巻き込んで、組織の内部分裂が起こった。　レーマン家庭宣教運動(LHMM)は、1917年のフォート・ピット大会での組織の方針に異議のある兄弟達による大規模なグループから形成された、「牧羊者の聖書研究会」(PBI)の委員会による3人のかつての成員（ポール S.L.ジョンソン，レイモンド・G・ジョリー，ロバート・ヒルス）から成った。  実は、その名称はラッセル牧師によって早くから用いられていた。　このグループは50を超える国々で今なお働き、また活発に活動している。

## 分離派
ジョンソン牧師の亡くなった後の1950年にはレイモンド・G・ジョリー(Raymond G. Jolly)がLHMMを率いたが、他の信者らと共に彼らの間には早くから意見の不一致があった。
- フロリダ州フォートマイヤーズのジョン・クリューソン(John Krewson) - 彼は1955年にLHMMとの交わりを断絶し、ペンシルベニア州フィラデルフィアで「ラオデキヤ家庭宣教運動」(Laodicean Home Missionary Movement)なるグループを形成した。
- フロリダ州マウント・ドラのジョン・ホーフル(John Hoefle)  - 彼は1928年に「ものみの塔協会」を離れジョンソンに合流したが、1956年に交わりを断絶した。　彼は自らのグループ「主の顕現・聖書研究者協会」(The Epiphany Bible Students Association)を形成した。　彼は1980年に亡くなったが、彼の妻がその働きを継承している。

## リーダーシップ
組織委員会の評議員

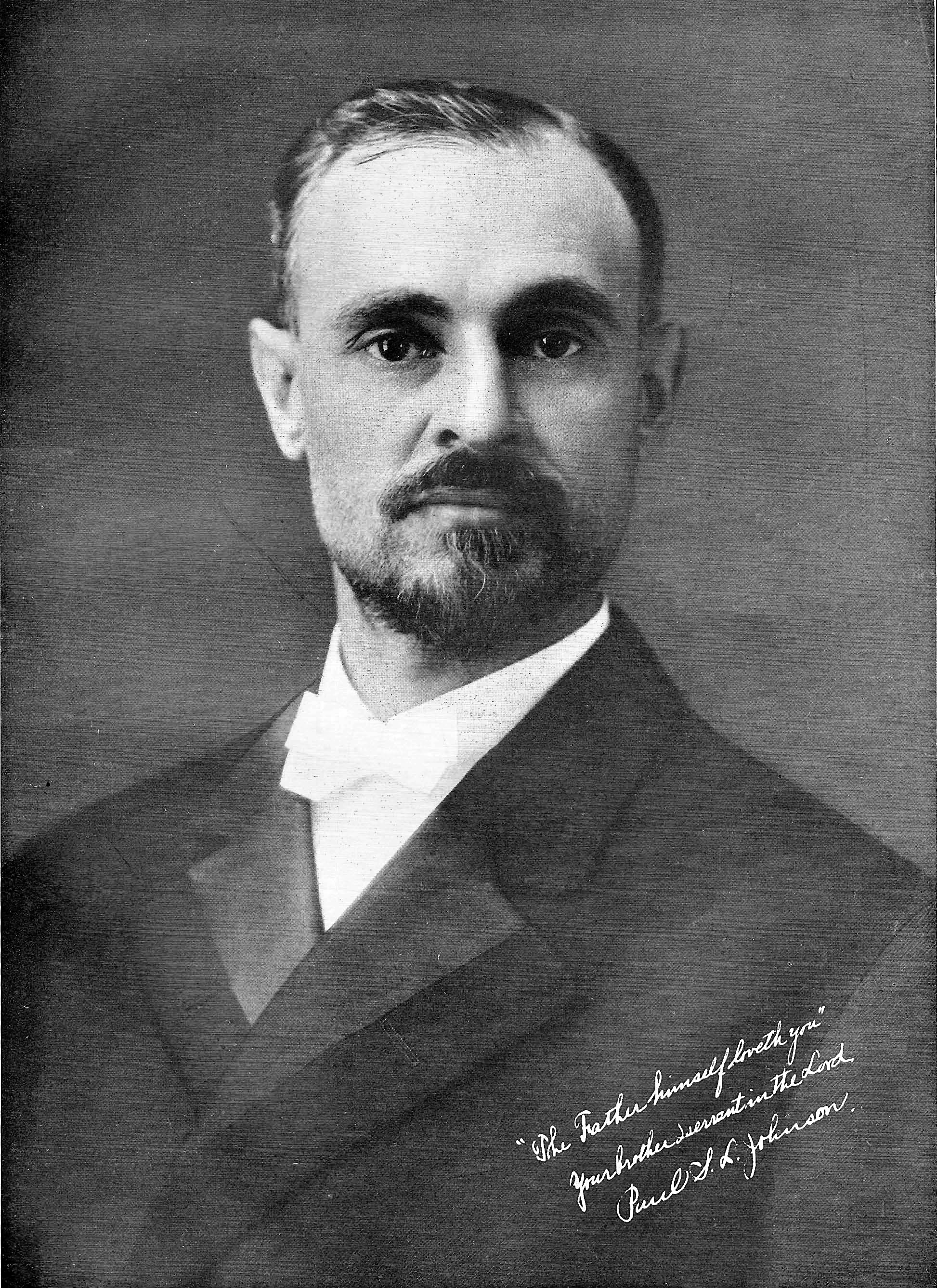
ポール　S.L. ジョンソン（1911年）

ポール S.L.ジョンソン (Paul S. L. Johnson ,在任1920~1950)  - オハイオ州コロンバス首都大学(Capital University of Columbus)を優秀な成績にて卒業した後、ルーテル教会オハイオ・シノド神学校(Theological Seminary of the Ohio Synod of the Lutheran Church)を卒業した。ジョンソン牧師は非常に並外れた方法で聖書の原語（原文）よりその意味を理解するために必要な技能を提供してくれた、ギリシャ語とヘブライ語の学者であった。　神学校で学んだ教理神学のひとつは、例のごとく永遠の苦しみ（地獄）であった。彼は、"唯一なる神"の完全な英知、公正、力と愛、かつて神に敵対していた人間たちに、永遠に刑罰を下されない事も、その刑罰さえも神の御心ではない事も、信じるようになった。彼は、聖書の教えは、かの如く、罪の報いによる刑罰は"死"であり、永遠の責め苦ではない（地獄は存在しない）という見解を採用した。
レイモンド G.ジョリー(Raymond G. Jolly ,在任1950~1979)  - ブルームスブルク・ステート・カレッジ(Bloomsburg State College)を優秀な成績で卒業した。彼はペンシルベニア州イーストンのラファイエット・カレッジ(Lafayette College)にてキリスト教神学と古典学を学んだ。彼は長老派教会にて奉仕したが、教派に囚われない立場による福音理解に立ち返って、後にそこを離れた。　ラッセル牧師とジョンソンの両者のもとで、「ものみの塔協会」の"巡礼者"として奉仕した。　彼は1979年2月14日に彼自身が亡くなる時までの間、ジョンソンが逝去した後の委員会の事務所を引き継いだ。
オーガスト・ゴールケ(August Gohlke) - 彼はレイモンド・ジョリーの部下で専属の補佐であったが、1979年に委員会の評議員として任命され、アメリカ合衆国の大部分を網羅するラジオ放送伝道などを含む公の事業を幅広く拡大し、彼の亡くなる1985年まで奉仕した。
バーナード W.ヘッドマン(Bernard W. Hedman) - 1985年から彼の亡くなる2004年まで、"バイブル・スタンダード誌"（定期刊行物）の編集長だった。彼もまた委員会の評議員として、ならびにレーマン家庭宣教運動(LHMM)の指導者として奉仕した。　さらに、彼ら（上記の人物）の現在残っているいくつかの著書の再出版だけではなく、LHMMの伝道事業を拡大することにおいても尽力していた。
ラルフ M.ヘルツィヒ(Ralph M. Herzig) - 2004年に委員会の評議員ならびにレーマン家庭宣教運動(LHMM)の指導者として選出された。さらに、多くの会衆（集会）での講演者や受付や奉仕、さらには外部団体との折衝や個々人の要請に応じるなど難しく困難な伝道奉仕を受け持ちながらも、他の様々な奉仕の間隙を縫っての巡礼奉仕団の監督だけでなく、"バイブル・スタンダード誌"と"プレゼント・トゥルース誌"の総編集局長にも就任した。毎年恒例の４つの総大会はアメリカ合衆国のほか、さらに多くの様々な諸外国で年間を通して開催されている。

## 出版事業

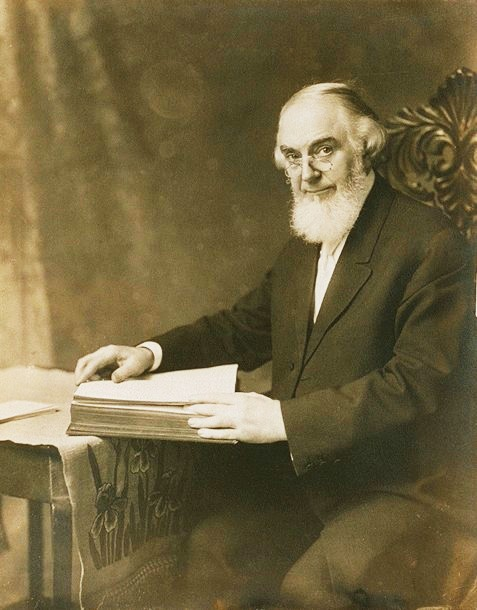
チャールズ・ティズ・ラッセル（1911年）

目下、LHMMは1880年代のチャールズ・ラッセルの著作である、6巻の『聖書研究シリーズ』(Studies in the Scriptures)を出版している。〔詳細は、外部リンクを参照のこと〕
ポール S.L.ジョンソン教授の著作である『聖書の洞察研究』(Epiphany Studies in the Scriptures)の17巻セットもまた出版されており一般流通ルート（米国内）で市販されている。
さらにまた月2回発行の「バイブル・スタンダード誌」(The Bible Standard；聖書の標準)と、季刊の「プレゼント・トゥルース誌」(The Present Truth；真理の贈り物)の2種類の雑誌が、約12の異なる言語に翻訳されて製作されている。　LHMMのウェブサイト"www.biblestandard.com"（英語）は、諸外国のLHMMサイトのリンク、さらに聖書からの疑問を尋ね求め、また答えることができる相互リンクのボタンなど、様々な雑誌の記事と共に聖書からの回答を提示している。この伝道運動は近年において、公の宣教のための働き人の名称として、また更なる"LHMM"としての宣教の使命を完遂するまで「バイブル・スタンダード・ミニストリーズ」(Bible Standard Ministries)の名称を公認している。

## 脚注

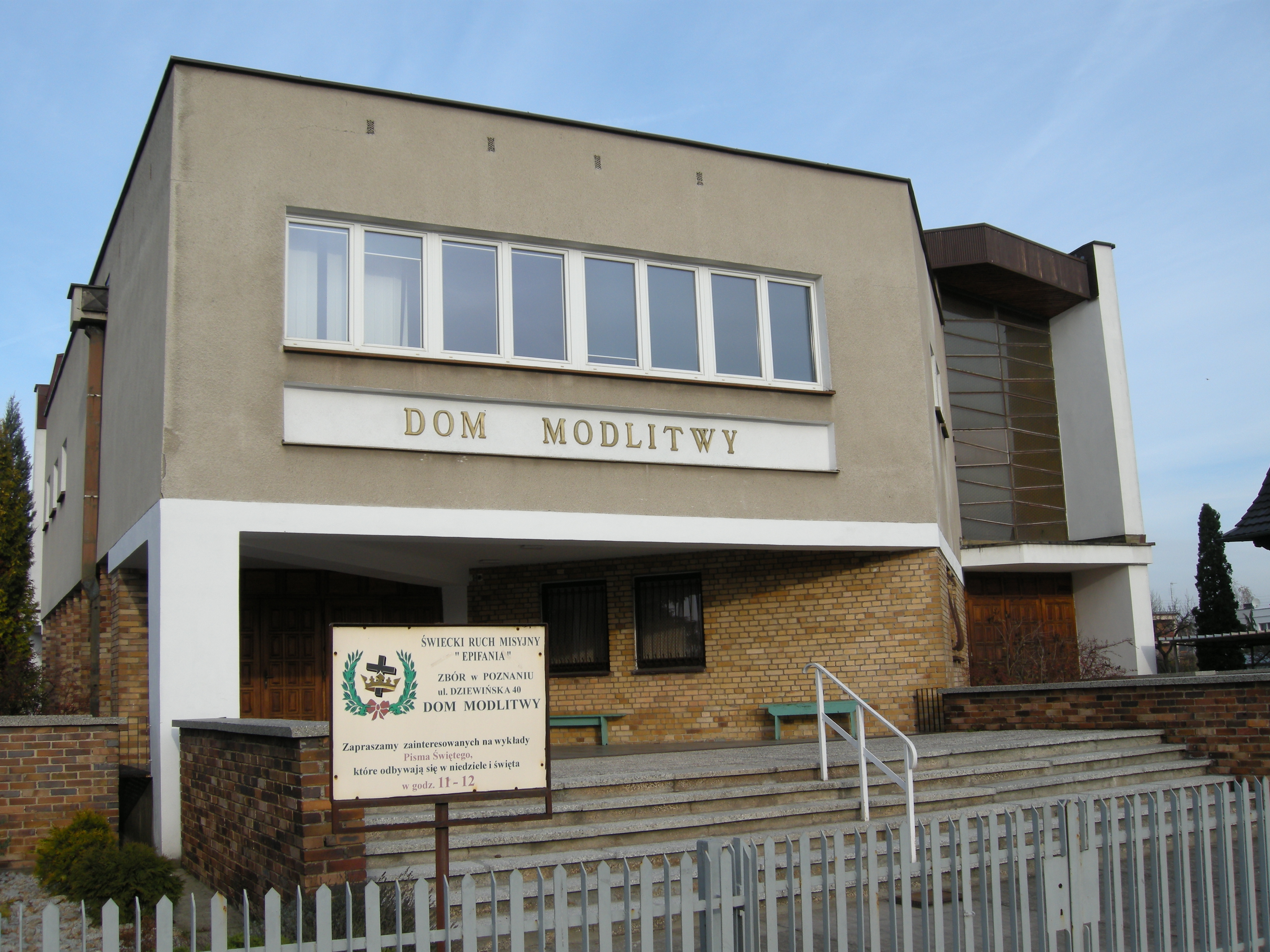
ポーランドのポズナニにある『祈りの家』(Dom Modlitwy)という集会場。（2008年）
ロゴマークは「十字架と王冠」である。かつてラッセル時代の、ものみの塔協会(Watchtower Society)で用いられていたものと、ほぼ同じものである。